# Пльонтанізм (монета)
«Пльонтані́зм» (Іван Марчук) — пам'ятна монета номіналом 5 гривень, яка присвячена авторській техніці пльонтанізму українського художника Івана Марчука. Випущена Національним банком України, введена до обігу 23 серпня 2024 року. Монета належить до серії «Українська спадщина».

## Опис монети та характеристики
| Номінал грн. | Метал      | Маса, г | Діаметр, мм | Якість виготовлення       | Гурт     | Тираж, штук |
| ------------ | ---------- | ------- | ----------- | ------------------------- | -------- | ----------- |
| 5            | нейзильбер | 16,54   | 35,0        | спеціальний анциркулейтед | рифлений | 75 000      |

### Аверс
На аверсі монети в центрі композиції зображено фрагмент картини «Пробудження», створеної Іваном Марчуком у 1992 році. Мотив дизайну — коло, що асоціативно нагадує сонце, символізуючи джерело життя, енергії та розвитку. Праворуч від композиції на матовому тлі розміщено написи «УКРАЇНА», номінал «5» та графічний символ гривні. Також зазначено рік карбування — «2024», малий Державний Герб України та логотип Банкнотно-монетного двору Національного банку України.

### Реверс
На реверсі монет зображено фрагмент картини «Пробудження» — образ дівчини з блакитно-жовтою стрічкою на голові. Вона стоїть на тлі квітучого безмежжя рідних просторів, символізуючи пробудження України.

Буклет з пам'ятною монетою «Пльонтанізм (Іван Марчук)»
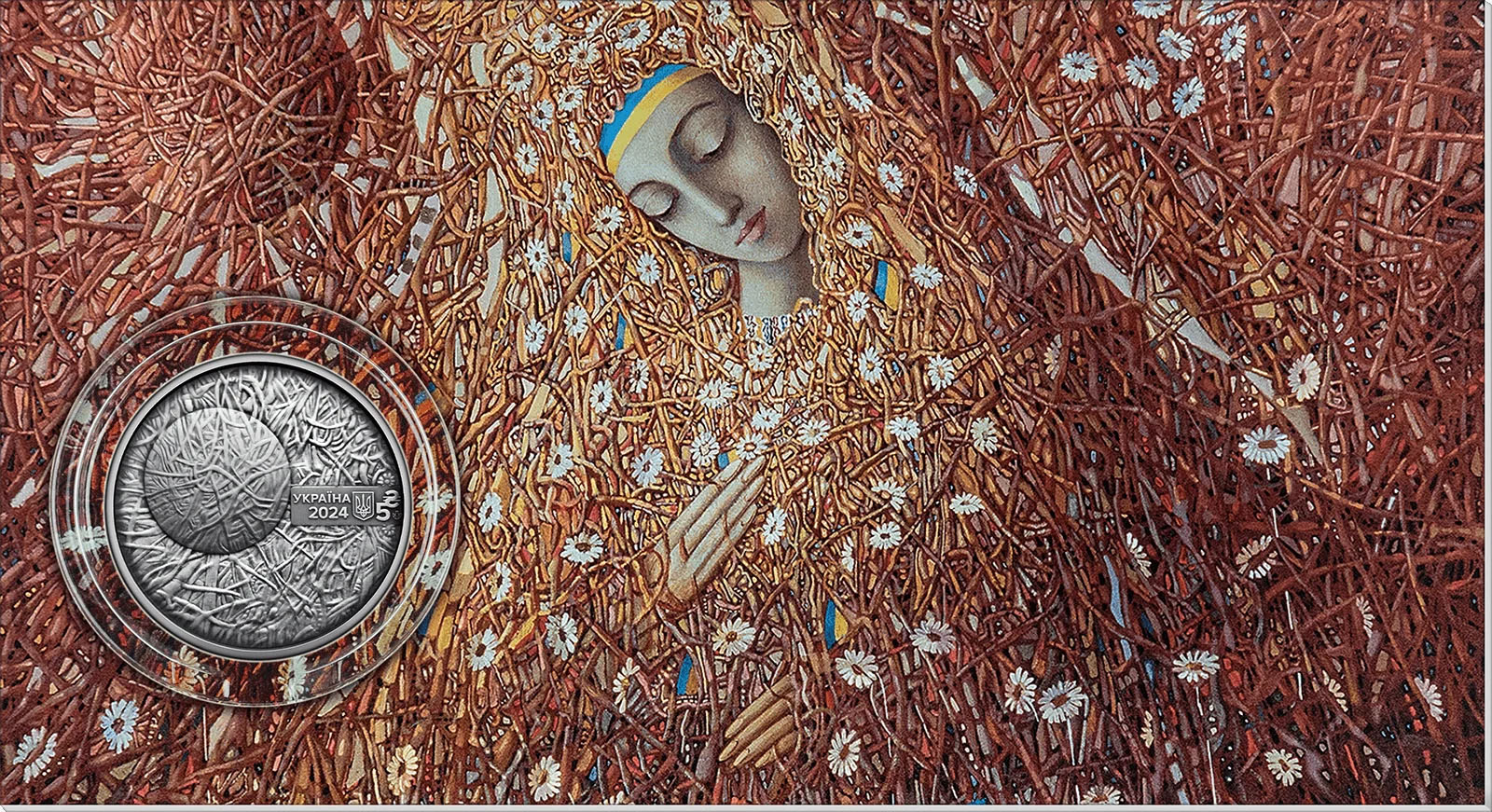
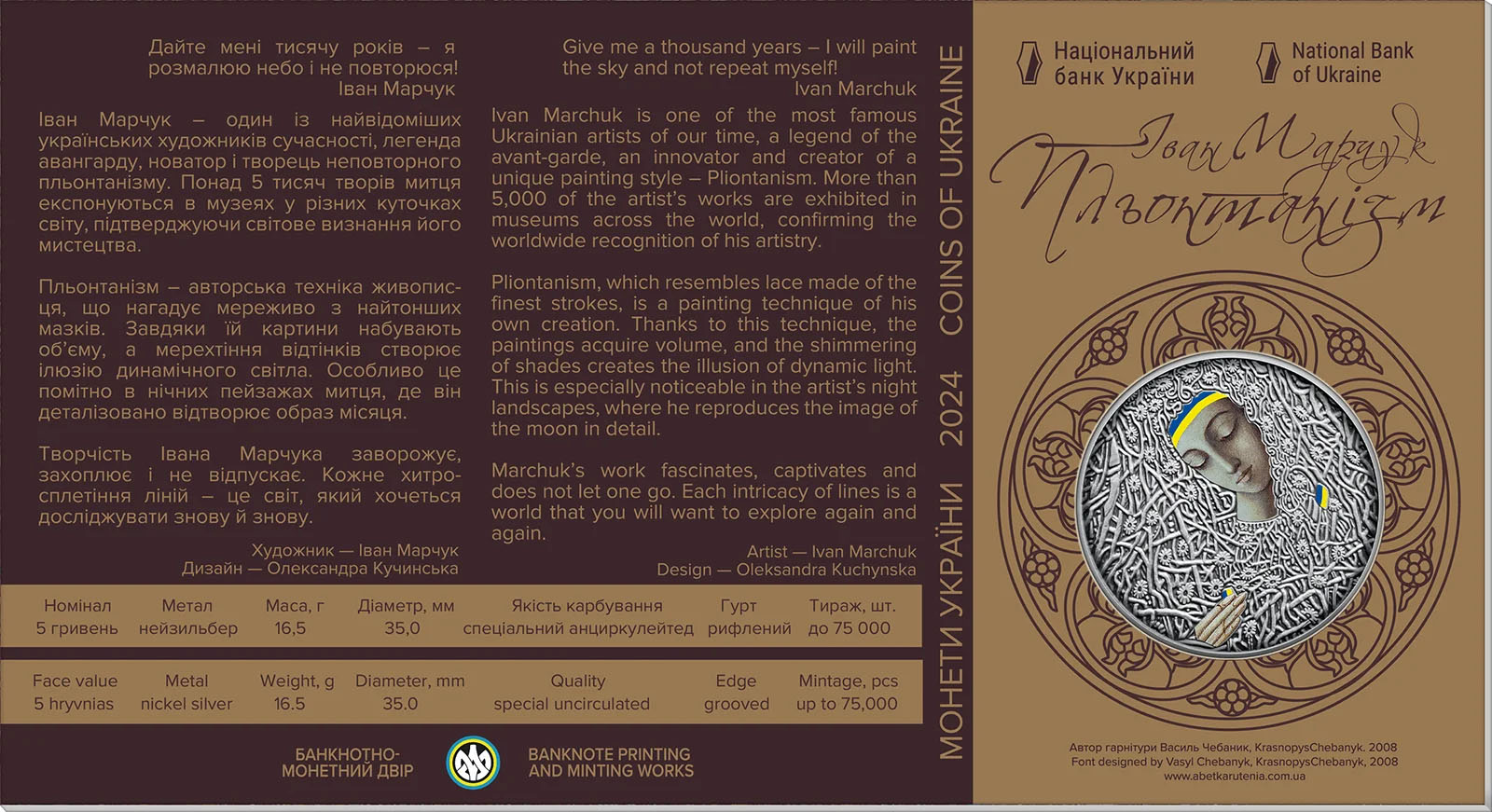

## Автори
- Художник — Іван Марчук.
- Дизайн — Олександра Кучинська.

## Вартість монети
Під час введення монети в обіг 2024 року, Національний банк України реалізовував монету за ціною 472 гривні.
Фактична приблизна вартість монети, з роками змінювалася так:
| Рік       | 2025 | 2026 | 2027 |
| --------- | ---- | ---- | ---- |
| Ціна, грн | 530  |      |      |